# Stop lock device
Een Stop lock device (SLD) is een soort nepsleuteltje dat in het contactslot van een motorfiets wordt gestoken wanneer deze op slot staat. Wanneer men wil gaan rijden steekt het Stop Lock Device in het slot. Zodoende kan men niet wegrijden met bijvoorbeeld een geplaatst schijfremslot.